# Faxe
Faxe (tidl. stavet Fakse, udtale: [ˈfɑgsə]?) er en stationsby på Sydsjælland med 4.193 indbyggere  (2024), beliggende i Faxe Kommune. Øst for byen ligger Faxe Kalkbrud. Efter sammenlægningen med Haslev- og Rønnede Kommuner til den større i 2007, antog man igen stavemåden "Faxe". Byen hører til Faxe Sogn og ligger i Region Sjælland.
VUC Storstrøm har en afdeling i Faxe.

## Historie
Navnet Faxe (Faxæ, Faza) er oldnordisk og betyder "hestemanke", formentlig med reference til byens beliggenhed på et højdedrag.
Ifølge én teori stammede høvdingesønnen Rollo, som omkring år 900 erobrede landet ved Seinens munding, fra Faxe-området.
Byen nævnes i 1280. Den blev udskiftet så sent som 1851.
Blandt de ældste bygninger er Faxe Kirke, der er fra 1440. I 1577 brændte kirke og præstegård, men blev begge genopbygget. I Faxe ligger desuden Danmarks ældste folkeskole - Rasmus Svendsens Skole, et bindingsværkshus opført i 1633 på foranledning af sognepræsten Rasmus Svendsen.
En smalsporet jernbane mellem Faxe Kalkbrud og Faxe Ladeplads blev åbnet allerede i 1864, og i 1879 åbnedes Østbanen med strækninger fra Køge over Hårlev til henholdsvis Faxe og Rødvig. I 1880 blev de to baner forbundet. Faxe station blev tegnet af arkitekt Heinrich Wenck.
Omkring 1870 blev byen beskrevet således: "Faxe, ved Amtets mindre Landevei fra Kjøge til Præstø, med Kirken, Præstegaard, Capellanbolig, Skole og Kro med Handelsprivilegium, Jernstøberi, Bageri, Boghandel, 5 Kjøbmandshandler, Bolig for en Læge, Bogtrykkeri, hvorfra 3 Gange ugentlig udgaaer "Faxø Avis"".
Omkring 1900 blev byen beskrevet således: "Fakse (1890: 1041 Indb.), en købstadlignende Landsby, Valgsted for Præstø Amts 2. Folketingskreds, med Kirke, Præstegd., Skole, teknisk Skole (Lokale i Kommuneskolen), Privatskole, Forsamlingshus (opf. 1887), Amtssygehus (opf. 1889—90 efter Tegn. af Arkitekt Ph. Smidth, udvidet 1892; Plads for 42 Patienter; Bygningerne ere assurerede for 83,910 Kr.), Apotek (Hjælpeapotek fra Vemmetofte), Filial af Vordingborg Amtstue, Spare- og Laanebank (opr. 1897), Sparekasse (opr. 2/6 1869; 31/3 1896 var Sparernes saml. Tilgodehavende 1,519,016 Kr., Rentefoden 4 pCt., Reservefonden 79,994 Kr., Antal af Konti 2152), Politistation, Jærnbane- og Telegrafstation {Fakse Ä), Telefonstation, 2 Kroer (F. Kro og F. Stationskro), Kalk-stensbrud (iVktieselskab, opr. 29/i0 1883; Aktiekapital l1/2 Mill. Kr.; se ndfr.), Jærnstøberi og Maskinbyggeri, Bageri, Boghandel og Bogtrykkeri („Landboernes Avis"; „Fakse Avis" trykkes i Kjøge), Markedsplads, hvor der i Marts og Okt. holdes Marked med Kreaturer, og mange handlende og Haandværkere. Aktieselskabet „F. Gas- og Vandværker", opr. 1897, vil anlægge Gas- og Vandværk for F. og Fakse Ladeplads i Hylleholt Sogn."
Vandværk blev anlagt i 1900. I 1903-04 opførtes byens apotek.
Tinghuset blev bygget omkring 1908 af Præstø Amtsråd på anmodning af borgere i Fakse Herred, der mente, at der ikke blev slået hårdt nok ned på forbrydere i området.

## Erhverv
- Haribo Lakrids A/S har både fabrik og kontorer i Faxe, og beskæftiger i alt 400 ansatte.
- Faxe Bryggeri (en del af Royal Unibrew) producerer, markedsfører, sælger og distribuerer drikkevarer. I 2013 havde selskabet en omsætning på 4,5 mia. kr,- og afsatte 7 mio. hl øl, malt- og læskedrikke. I alt beskæftiger koncernen, der har hovedsæde i Faxe, ca. 2.600 ansatte på verdensplan.

## Demografi
Pr. 1. januar, medmindre andet er angivet
| År                | Antal |
| ----------------- | ----- |
| 9. november, 1970 | 2.720 |
| 1976              | 2.954 |
| 1981              | 3.350 |
| 1986              | 3.440 |
| 1990              | 3.624 |
| 1996              | 3.713 |
| 2000              | 3.856 |
| 2004              | 3.826 |
| 2008              | 3.943 |
| 2009              | 3.914 |
| 2010              | 3.908 |

## Kultur
Byens største attraktion er Faxe Kalkbrud. Ved siden af dette ligger Faxe Geomuseum, der fortæller om kalkbruddets historie. Det er en del af Østsjællands Museum. Bygninge rummer kulturcentret Kanten som inkluderer Biografen Kanten, der blev åbnet i 2008 og har to sale med sammenlagt knap 250 siddepladser.

## Kendte personer født i Fakse
- Kjeld Hansen, Socialdemokratisk Politiker, Borgmester i Herlev 1996-2011
- Jesper Olsen, tidl. professionel fodboldspiller
- Michael Maze, professionel bordtennisspiller
- Matti Breschel, professionel cykelrytter
- Lasse Svan, professionel håndboldspiller